# Испанская социалистическая рабочая партия
Испанская социалистическая рабочая партия (сокр. ИСРП; исп. Partido Socialista Obrero Español, PSOE) — социал-демократическая политическая партия в Испании. ИСРП находится у власти дольше, чем любая другая политическая партия в современной демократической Испании, а именно с 1982 по 1996 год при Фелипе Гонсалесе; с 2004 по 2011 год при Хосе Луисе Родригесе Сапатеро; и в настоящее время с 2018 года при Педро Санчесе.
ИСРП была создана в 1879 году, что делает ее старейшей партией, действующей в настоящее время в Испании. ИСРП играла ключевую роль во время Второй Испанской республики, являясь частью коалиционного правительства с 1931 по 1933 год и с 1936 по 1939 год, когда Республика потерпела поражение от Франсиско Франко в Гражданской войне в Испании. Затем партия была запрещена при диктатуре Франко, а ее члены и лидеры подверглись преследованиям или изгнанию. ИСРП была вновь легализована только в 1977 году. Будучи исторически марксистской партией, отказалась от марксизма в 1979 году. Как и большинство основных испанских политических организаций с середины 1980-х годов, ИСРП, по мнению экспертов, придерживается позитивного взгляда на европейскую интеграцию.
ИСРП исторически имеет тесные связи с Всеобщим союзом трудящихся, испанским профсоюзом. В течение нескольких десятилетий членство в нём было обязательным условием для вступления в ИСРП. С 1980-х годов профсоюз часто критиковал экономическую политику ИСРП, даже призывал к нескольким всеобщим забастовкам против правительств ИСРП 14 декабря 1988 года, 28 мая 1992 года, 27 января 1994 года и 29 сентября 2010 года, все совместно с Рабочими комиссиями, другим крупным профсоюзом. Как профсоюзы, так и левые часто критиковали экономическую политику ИСРП за ее экономический либеральный характер, осуждали политику дерегулирования и распространения прекарной и временной работы, сокращение социальных пособий, таких как пособия по безработице и пенсии, а также приватизацию крупных компаний и государственных служб.
ИСРП является членом Партии европейских социалистов, Прогрессивного альянса и Социалистического интернационала. В Европейском парламенте 20 депутатов от ИСРП входят в европейскую парламентскую группу Прогрессивный альянс социалистов и демократов.

## История

### Режим реставрации (1879—1931 гг.)

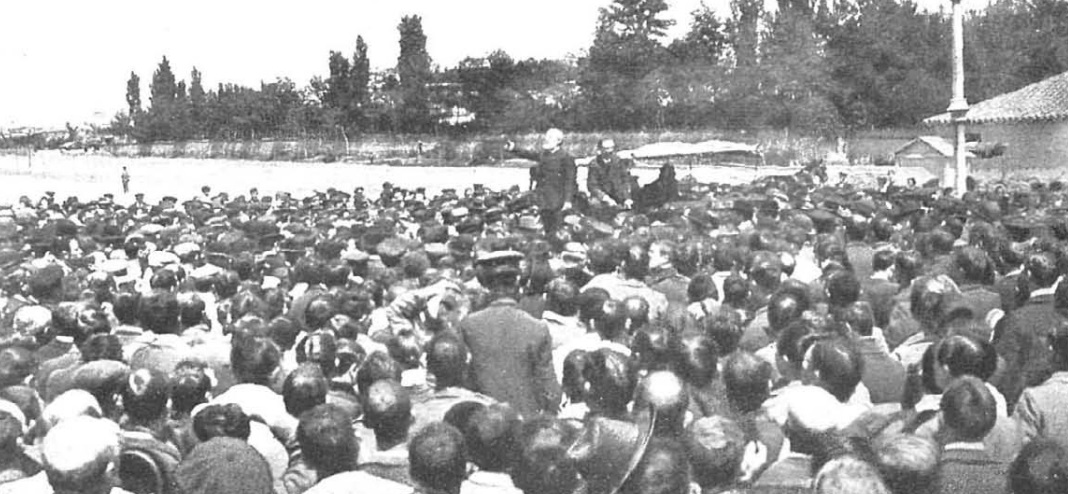
Пабло Иглесиас выступает перед рабочими перед разгоном демонстрации, Кампуа

Партия ИСРП была основана Пабло Иглесиасом 2 мая 1879 г. в таверне «Каса Лабра» на улице Тетуан рядом с площадью Пуэрта-дель-Соль в центре Мадрида. Иглесиас был наборщиком, в прошлом сотрудничавшим с испанской секцией Международной ассоциации трудящихся и с Полем Лафаргом. Первая программа новой политической партии была принята на собрании 40 человек 20 июля того же года. Основной рост ИСРП и связанного с ней профсоюза Всеобщий союз трудящихся (ВСТ) вплоть до 1910-х годов ограничивался в основном треугольником Мадрид-Бискайя-Астурия. Получение Пабло Иглесиасом места в Конгрессе на всеобщих выборах 1910 г. в Испании, где кандидаты от ИСРП были представлены в рамках широкого Республиканско-социалистического союза, стало событием, имеющим большое символическое значение и придавшим партии большую известность на национальном уровне.

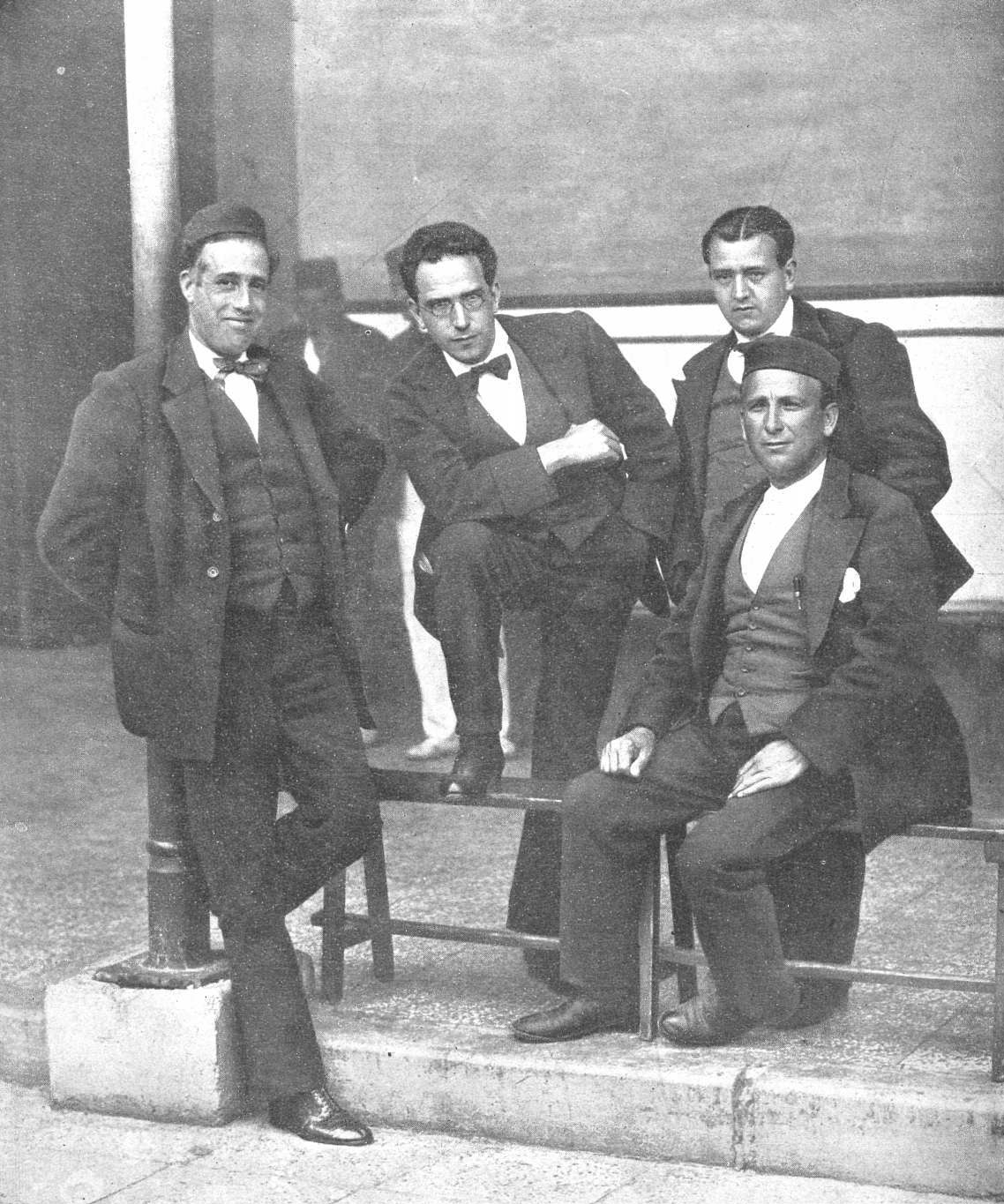
Профсоюзные активисты в пенитенциарном учреждении Картахены

ИСРП и ВСТ играли ведущую роль во всеобщей забастовке в августе 1917 года в контексте событий, приведших к испанскому кризису 1917 года, во время правления консервативного правительства Эдуардо Дато. Забастовка была подавлена армией, что привело к дальнейшему подрыву конституционного строя. Члены организационного комитета (Хулиан Бестейро, Франсиско Ларго Кабальеро, Даниэль Ангиано и Андрес Саборит) были обвинены в мятеже и приговорены к пожизненному заключению. Отправленные в тюрьму Картахены, они были освобождены через год после избрания в кортесы на всеобщих выборах 1918 года. В период кризиса Социалистического интернационала 1919—1921 гг. в партии возникли противоречия между членами, поддерживающими Социалистический интернационал, и сторонниками присоединения к Коммунистическому интернационалу. Два последовательных раскола диссидентов, желающих вступить в Коммунистический интернационал, а именно Испанская коммунистическая партия в 1920 г. и Испанская коммунистическая рабочая партия в 1921 г., откололись от ИСРП и вскоре объединились в Коммунистическую партию Испании (КПИ). В период с 1923 по 1940 год ИСРП являлась членом Социалистического рабочего интернационала.
После смерти Пабло Иглесиаса в 1925 г. Хулиан Бестейро сменил его на посту президента как ИСП , так и ВСТ. В период диктатуры Мигеля Примо де Риверы в 1923—1930 гг. корпоративистские элементы ИСРП и ВСТ были готовы пойти на ограниченное сотрудничество с режимом, что противоречило политической позиции других социалистов, таких как Индалесио Прието и Фернандо де лос Риос, которые выступали за более тесное сотрудничество с республиканскими силами. В последние годы диктатуры наметилось расхождение между корпоративистами, олицетворением которого стал Франсиско Ларго Кабальеро, одобрявший сотрудничество с буржуазными республиканцами, и Хулианом Бестейро, который продолжал относиться к ним с большим недоверием. Отказ Бестейро от участия в работе Революционного комитета привел к тому, что в феврале 1931 г. он ушел с поста председателя партии и профсоюза. На посту президента партии его сменил Ремиджио Кабельо.

### Вторая республика и гражданская война (1931—1939 гг.)

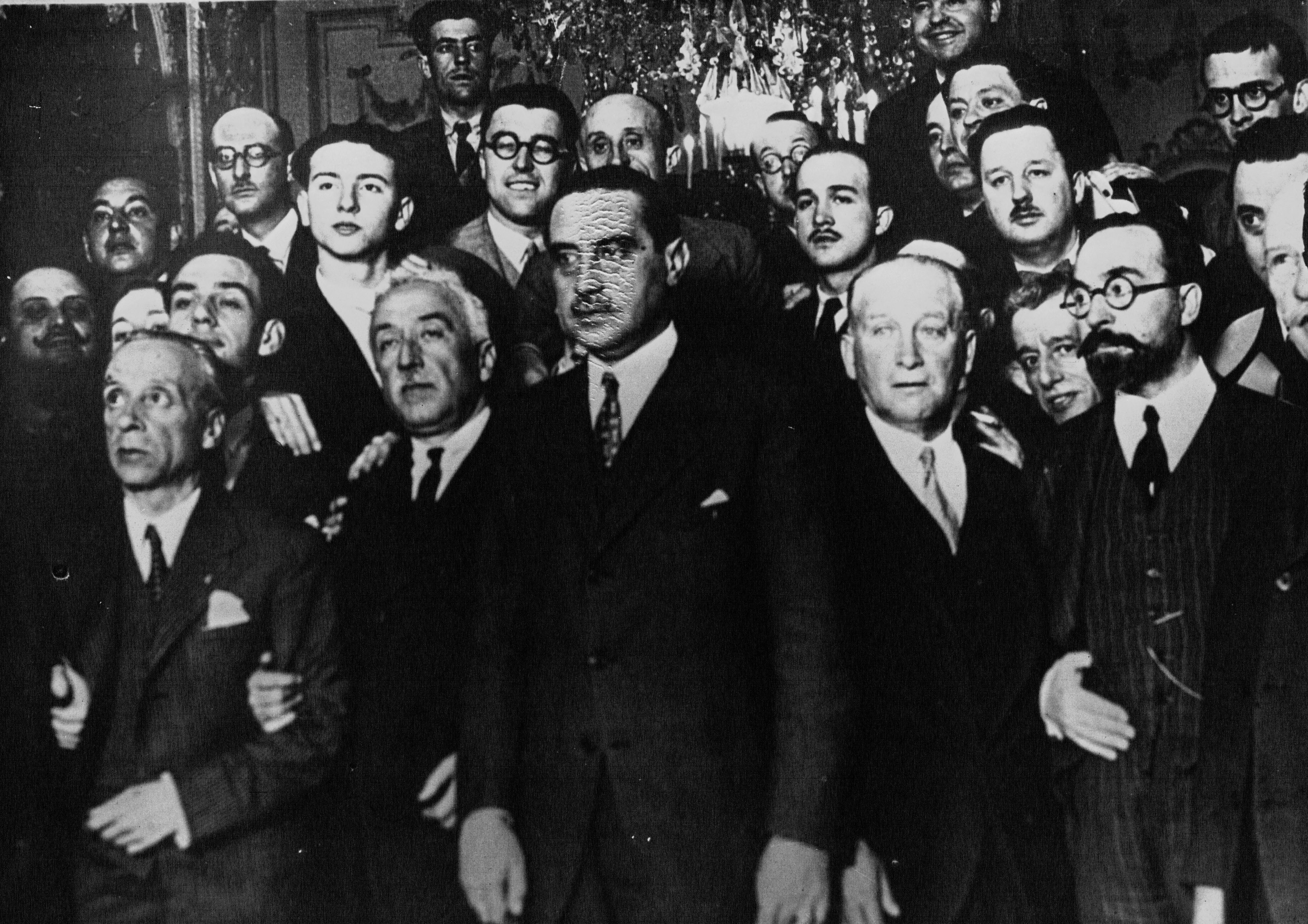
Новое республиканское правительство

После провозглашения Второй Испанской республики 14 апреля 1931 г. в состав кабинета временного правительства были включены три члена ИСРП: Индалесио Прието (финансы), Фернандо де лос Риос (образование) и Франсиско Ларго Кабальеро (труд). Социалистическое присутствие сохранялось и в остальных кабинетах Социал-азанистского двухлетия (1931—1933 гг.).
После всеобщих выборов в ноябре 1933 г., ознаменовавших победу правоцентристских сил в условиях усиливающейся поляризации и растущей безработицы, а также желания исправить ошибку, связанную с тем, что на выборах он не встал на сторону республиканцев против объединенных правых, Ларго Кабальеро перешел на революционную риторику, призывая к насильственной революции и переходной диктатуре пролетариата. Индалесио Прието также принял участие во все более агрессивной риторике, уже осудив жесткое подавление правительством в декабре 1933 г. в основном анархистского восстания, которое было поддержано лидерами СЭДА в парламенте. Социалистическая молодежь Испании также включилась в пронзительную революционную риторику, в то время как Бестейро решительно выступил против инсуррекционистского уклона боевиков.

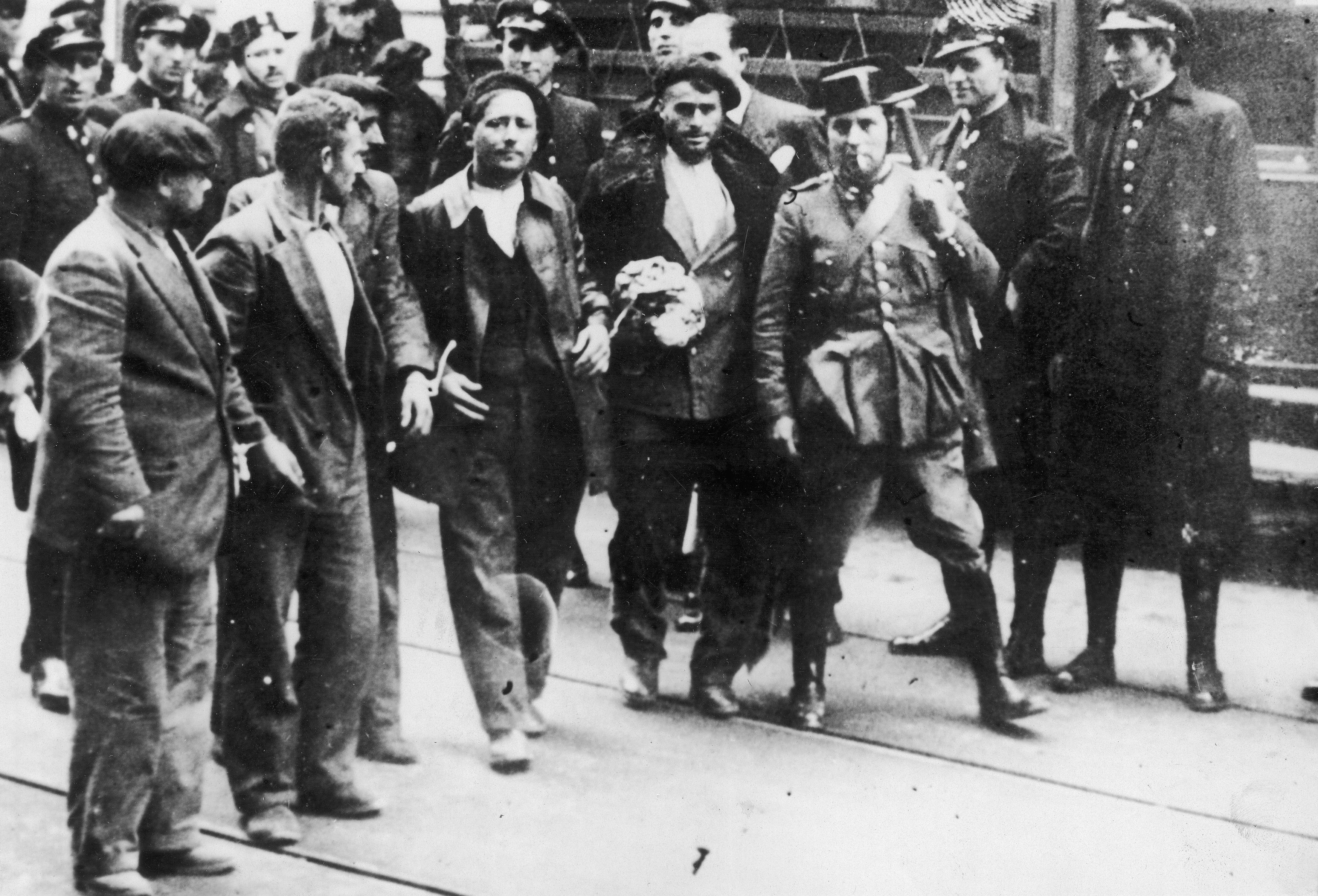
Арестованные рабочие во время Астурийской революции, 1934 год

Формирование в октябре 1934 г. нового кабинета министров, в который вошли министры от СЭДА, было воспринято левыми как реакция, поскольку партия СЭДА для большинства рабочих была неотличима от современного фашизма, а лидер СЭДА Хиль-Роблес еще в ходе предвыборной кампании 1933 г. выступал за создание корпоративного государства. ВСТ призвал к всеобщей забастовке 5 октября, которая переросла в полномасштабное восстание (Революция 1934 г.) в горнодобывающем регионе Астурия, поддержанное такими социалистами, как Ларго Кабальеро и Прието. После окончания восстания, подавление которого было поручено генералам Франсиско Франко и Мануэлю Годеду, большинство лидеров ИСРП и ВСТ оказались в тюрьме.
В 1935 г. между Прието и Ларго Кабальеро (имевшими разные взгляды на политику, но разделявшими общий прагматический подход) наметился растущий раскол, а влияние Бестейро на партию значительно уменьшилось. Последователи Индалесио Прието в конечном итоге стали «отчужденными от партии левыми». ИСРП вошла в широкую левую избирательную коалицию Народный фронт, участвовавшую во всеобщих выборах 1936 г. в Испании и одержавшую победу на выборах над правыми.
В сентябре 1936 г., за несколько месяцев до начала Гражданской войны в Испании (1936—1939 гг.), был сформирован кабинет под председательством Ларго Кабальеро (он также занимал пост военного министра). В ноябре Ларго Кабальеро удалось привлечь в свое правительство некоторых членов НКТ. Левые социалисты-кабальеристы были революционерами по риторике, хотя на деле, находясь у власти, проводили умеренно-реформистскую политику. Майские дни 1937 г. в Барселоне дестабилизировали правительство, которое было заменено новым кабинетом во главе с Хуаном Негрином, еще одним социалистом.

### Подпольная жизнь и изгнание (1939—1974 гг.)

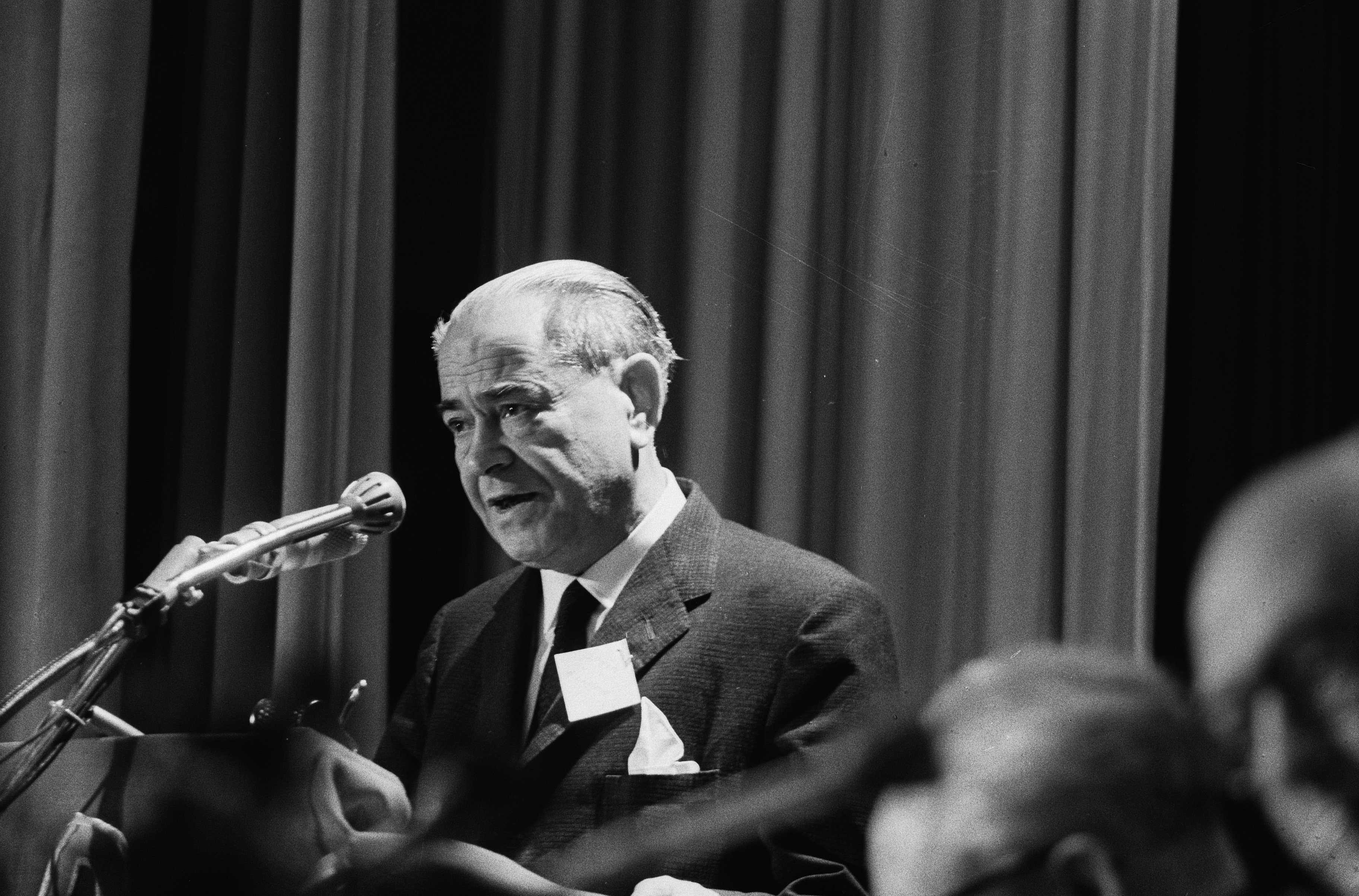
Конгресс SAI в Амстердаме

В период франкистской диктатуры ИСРП стала подпольной, ее члены подвергались преследованиям, а многие лидеры, члены и сторонники были заключены в тюрьмы, высланы и даже казнены. Премьер-министр Негрин бежал во Францию в марте 1939 г. после окончательного развала республиканского фронта и своего смещения с поста. Стареющий и больной Хулиан Бестейро, который предпочел остаться в Испании, а не в изгнании, умер в франкистской тюрьме в 1940 году. Хулиан Сугазагоитиа, министр правительства в 1937—1938 годах, был схвачен в эмиграции гестапо, передан Испании и казнен в 1940 году. Партия была вновь легализована только в 1977 г. в период перехода Испании к демократии.
Между последователями Индалесио Прието (эмигрировавшего в Мексику) и Хуаном Негрином вскоре возникли разногласия по поводу политической стратегии республиканского правительства в изгнании. Негрин, который в 1937—1939 гг. возглавлял правительство в военное время, был негативно воспринят значительной частью как кабальеристов, так и приэтистов, был очернен. В 1944 г. партия была реорганизована по новым принципам на I съезде в изгнании, который проходил в Тулузе и на котором новым генеральным секретарем партии стал Родольфо Льопис.
Съезды ИСРП в изгнании в послевоенный период отличались ярко выраженной антикоммунистической позицией, что отражало воспоминания изгнанников о последних событиях Гражданской войны (сопровождавшихся ожесточенными столкновениями с коммунистами) и соответствовало позиции других партий Социнтерна в период Холодной войны, игнорируя любые формы сближения с Испанской коммунистической партией (КПИ). Относительная пустота, оставленная в Испании ИСРП, с тулузским руководством, лишенным динамизма и новаторства, была заполнена КПИ и другими новыми подпольными организациями, такими как Социалистическая университетская группа (ASU), Народный фронт освобождения (FELIPE) или позднее Народная социалистическая партия (социал-демократов) Энрике Тьерно Гальвана. В 1960-е гг. тулузский исполком все больше отрывался от партии в Испании, и уже к 1972 г. между ним и партией в глубине страны образовалась непреодолимая пропасть.